# Friedrich Forstmeier
Friedrich Forstmeier (* 8. Juli 1916; † 20. April 1984) war ein deutscher Marineoffizier (Kapitän zur See) und Militärhistoriker. Er war von 1972 bis 1976 Amtschef des Militärgeschichtlichen Forschungsamtes.

## Leben
Forstmeier wuchs in Offenbach am Main auf. Er begann nach dem Abitur 1935 ein Studium der Neueren Geschichte, Germanistik und Anglistik an der Goethe-Universität Frankfurt am Main. 1937 wurde er zum Wehrdienst in der Kriegsmarine eingezogen und diente fortan bei der Marineartillerie. Von 1941 bis 1943 war er Batteriechef bei der Marine-Flak auf Tytärsaari. 1943/44 erfolgte personalbedingt die Umschulung zum Seeoffizier. Er wurde bei der 16. Vorpostenflottille im Kattegat und Skagerrak ausgebildet und absolvierte 1944 den U-Boot-Wachoffizier-Lehrgang. Sein letzter Dienstgrad war Oberleutnant zur See.
1946 setzte er sein Studium fort und legte 1949 das Staatsexamen für das höhere Lehramt ab. 1950 wurde er wissenschaftlicher Assistent der Historical Division der United States Army. Ab 1954 war er als Lehrer am Nicolaus-Cusanus-Gymnasium Bonn tätig. 1957 trat er in die Bundesmarine ein. 1968 wurde er Leiter der Abteilung Marine beim Militärgeschichtlichen Forschungsamt (MGFA) in Freiburg im Breisgau. 1970 wurde er an der Philosophischen Fakultät der Albert-Ludwigs-Universität Freiburg im Breisgau mit der durch Jürgen Rohwer angeregten und durch Andreas Hillgruber betreuten Dissertation Die Räumung des Kuban-Brückenkopfes im Herbst 1943 zum Dr. phil. promoviert. Als Kapitän zur See war er von 1972 bis 1976 Amtschef. 1976 trat er außer Dienst.
Er war u. a. Mitherausgeber des sechsbändigen Werkes Handbuch Deutsche Militärgeschichte, 1648–1939 und Übersetzer von Werken Patrick Beeslys und Paul Eddys aus dem Englischen.
Nach seiner Dienstzeit beschäftigte er sich mit der Geschichte von Daimler-Benz.

## Auszeichnungen
- 1976: Bundesverdienstkreuz am Bande

## Schriften (Auswahl)
- Die Räumung des Kuban-Brückenkopfes im Herbst 1943 (= Beiträge zur Wehrforschung. Band 2/3). Wehr und Wissen Verlagsgesellschaft, Darmstadt 1964.
- Die Entwicklung des Flottenkommandos. Vorträge der 7. Historisch-taktischen Tagung der Flotte am 5. und 6. Dezember 1963 (= Beiträge zur Wehrforschung. Band 4). Wehr und Wissen Verlagsgesellschaft, Darmstadt 1964.
- Odessa 1941. Der Kampf um Stadt und Hafen und die Räumung der Seefestung, 15. August – 16. Oktober 1941 (= Einzelschriften zur militärischen Geschichte des Zweiten Weltkrieges. Band 1). Rombach, Freiburg im Breisgau 1967.
- Deutsche Großkampfschiffe, 1915–1918. Die Entwicklung der Typenfrage im 1. Weltkrieg. J. F. Lehmann, München 1970, ISBN 3-469-00287-8. (2. Auflage 2002).
- (Hrsg. mit Hans-Erich Volkmann): Wirtschaft und Rüstung am Vorabend des Zweiten Weltkrieges. Militärgeschichtliches Forschungsamt, Droste, Düsseldorf 1975, ISBN 3-7700-0399-3 (2. Auflage 1981).
- (Hrsg. mit Hans-Erich Volkmann): Kriegswirtschaft und Rüstung, 1939–1945. Militärgeschichtliches Forschungsamt, Droste, Düsseldorf 1977, ISBN 3-7700-0443-4.
- (Hrsg. mit Wolfgang von Groote, Othmar Hackl, Hans Meier-Welcker, Manfred Messerschmidt): Handbuch zur deutschen Militärgeschichte, 1648–1939. 6 Bände, Militärgeschichtliches Forschungsamt, Bernard und Graefe, München 1979/81.
- (mit Sybille Grube): Werk Untertürkheim. Daimler-Benz, Stuttgart 1983.